# Podocarpus nubigenus
Podocarpus nubigenus Lindl. È una conifera della famiglia delle Podocarpacee.

## Distribuzione e habitat
La specie è diffusa in Argentina e Cile.